# Саграда Фамилия
Искупительный храм Святого Семейства (кат. Temple Expiatori de la Sagrada Família) — церковь в Барселоне, в районе Эшампле, строящаяся с 1882 года.
Первый проект был разработан архитектором Франсиско дель Вильяром, на место которого в конце 1883 года был приглашён Антонио Гауди, значительно изменивший первоначальный проект. По решению инициаторов строительства храма финансирование работ должно выполняться исключительно за счёт пожертвований прихожан, что является одной из причин столь длительного строительства.
Также окончание строительства задерживает сложность изготовления каменных блоков. Согласно компьютерной модели, каждый из них требует индивидуальной обработки и подгонки.
Необычный внешний вид храма сделал его одной из главных достопримечательностей Барселоны. По сведениям газеты El Periódico de Catalunya, в 2006 году строительство посетило 2,26 миллиона человек, что ставит объект в один ряд по популярности с музеем Прадо и дворцом Альгамбра.

## Статус
В русском языке и русскоязычных текстах храм иногда называется собором, однако обычно собором называется главный храм города, где находится правящая кафедра епископата (архиерея). В Барселоне им остаётся кафедральный собор Св. Евлалии («Барселонский собор») в Старом городе, а не Саграда Фамилия.
7 ноября 2010 года храм был освящён папой Бенедиктом XVI и был официально объявлен готовым к ежедневным богослужениям. В тот же день он присвоил храму звание Малой папской базилики (лат. Basilica minor).

## История строительства
Начатое и продолжающееся исключительно на частные пожертвования строительство ведётся на участке, не принадлежащем Церкви, и не курируется епископатом.

### 1882—1926 годы
Идея создания искупительного храма, посвящённого Святому Семейству, возникла в 1874 году и, благодаря щедрым пожертвованиям, в 1881 году в районе Эшампле был приобретён земельный надел, располагавшийся в то время в нескольких километрах от города. Первый камень в фундаменте нового храма был заложен 19 марта 1882 года, и этот день считается датой начала строительства. Согласно первоначальному проекту архитектора Франциско дель Вильяра (кат. Francisco de Paula del Villar y Lozano), предполагалось создание неоготической базилики в форме латинского креста, образованного пятью продольными и тремя поперечными нефами. Была спроектирована огромная апсида, состоящая из семи часовен и обходной галереи за хорами, а окружающий здание клуатр был предназначен для соединения трёх монументальных фасадов церкви. Однако вскоре после начала строительства, в конце 1882 года, дель Вильяр покинул проект из-за разногласий с заказчиками и вместо него руководство работами было поручено А. Гауди.
В 1883—1889 годах Гауди завершил крипту, начатую его предшественником. Над созданным ранее строением дель Вильяра был возведён более высокий свод, позволивший открыть окна наружу. Свод украшен удивительно красивым замковым камнем с рельефом на тему Благовещения, а сама крипта окружена неглубоким рвом, охраняющим стены от сырости и улучшающим доступ дневного света.
Уже была начата постройка неоготической апсиды, когда, получив необычайно большое анонимное пожертвование, Гауди решил серьёзно переделать исходный проект, сохранив от него только планировку в виде латинского креста и абсолютно изменив форму и структуру здания. В соответствии с проектом Гауди, сооружение должно было быть увенчано множеством устремлённых ввысь монументальных башен, а все элементы декорации получить глубокое символическое значение, связанное с Евангелием или церковными обрядами.
В 1892 году архитектор начал работу над фасадом Рождества. Он начал именно с этого фасада, поскольку опасался отпугнуть жителей города реализацией замысла фасада Страстей, откровенно и жёстко рассказывающего о распятии Христа. В 1895 году были завершены работы над неоготической апсидой. Одной из её особенностей являются декоративные навершия башенок и жёлоба водосточных труб, навеянные местной флорой и фауной, ящерками и улитками, которых можно было в изобилии встретить в окрестностях. Примерно в это же время была построена часть клуатра, соответствующая порталу Св. Девы Розария, украшенная богатым орнаментом, исполненным символизма. Сам портал Св. Девы Розария был завершён в 1899 году.

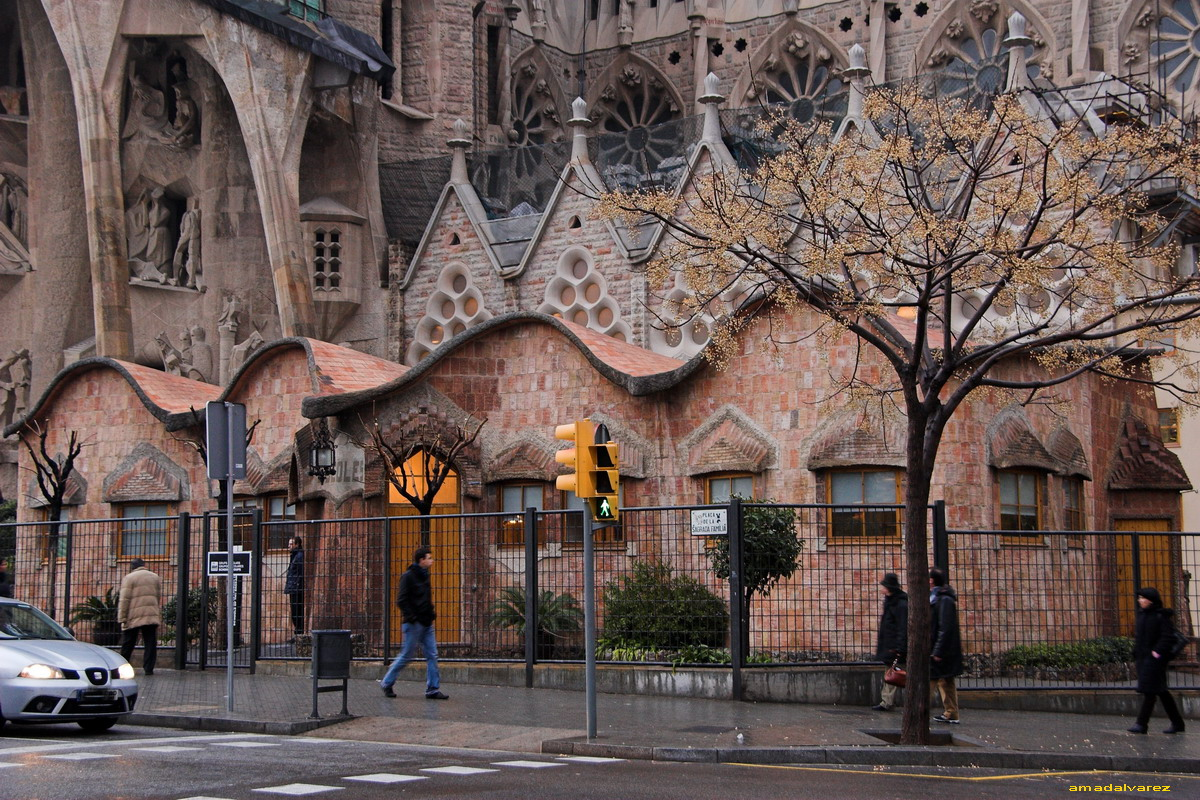
Школа для детей строителей возле церкви

В 1909—1910 годах на месте будущего главного фасада было построено здание временной школы. Она была создана Гауди для детей строителей и, как временное сооружение, не имела несущих стен. Несмотря на свой эфемерный характер, эта школа обладает уникальной конструкцией. Прочность здания достигается за счёт использования криволинейных перегородок и кровли, а разделение классных комнат не несущими веса перегородками позволяет без труда изменять планировку внутреннего пространства.
В 1911 году А. Гауди создал проект второго фасада — фасада Страстей, хотя окончательное архитектурное решение нефов и сводов появилось только в 1923 году, а строительство этого фасада было начато уже после смерти Гауди. Создание набросков третьего фасада — фасада Славы — также датируется началом 10-х годов XX столетия. От этой работы до нас дошли только структурно-объёмные анализы и наброски символико-иконографического характера. В проект нефов и перекрытий фасада вошли изыскания, реализованные в крипте колонии Гуэля, и конечный результат, по замыслу архитектора, должен выглядеть как «лес древовидных колонн», залитый светом, проникающим через разновысокие витражи.
30 ноября 1925 года была закончена 100-метровая колокольня фасада Рождества, посвящённая Св. Варнаве. Она оказалась единственной колокольней, достроенной при жизни архитектора, отдавшего строительству Храма более сорока лет своей жизни.

### После 1926 года
После смерти Гауди руководство работами принял на себя его ближайший соратник Доменек Суграньес, работавший с Гауди с 1902 года и помогавший при строительстве храма Святого Семейства и многих других известных сооружений (например, дома Бальо и дома Мила). До своей смерти в 1938 году Д. Суграньес успел закончить постройку трёх оставшихся колоколен фасада Рождества (1927—1930 гг.), завершил работы над керамическим кипарисом, венчающим центральный вход фасада, а также провёл ряд исследований жёсткости конструкций. Начавшаяся в Испании Гражданская война помешала продолжить строительство. В довершение несчастий, во время пожара 1936 года были уничтожены многие чертежи и макеты, хранившиеся в мастерской Гауди. К счастью, часть из них позднее удалось восстановить. Строительство фасада Рождества было продолжено только в 1952 году. В этот год была завершена лестница и впервые выполнена подсветка фасада, ставшая с 1964 года постоянной.
В 1954 году было начато возведение фасада Страстей. В основу работ были положены разработки и изыскания, выполненные Гауди в период с 1892 по 1917 год. После завершения крипты в 1961 году в ней был открыт музей, посвящённый историческим, техническим, художественным и символическим аспектам проекта. В 1977 году были воздвигнуты четыре башни фасада Страстей, а в 1986 году начаты работы над скульптурами для украшения этого фасада, законченные в начале XXI века. Примерно в это же время были установлены витражи, посвящённые Воскресению Иисуса Христа, и бронзовая скульптура Вознесения Господня.
В 1978—2000 годах были возведены главный неф и трансепты, а также их своды и фасады. В первом десятилетии XXI века были закончены своды галереи, средокрестие и апсида.
В 2008 году группа из более чем четырёхсот деятелей культуры Испании призвала остановить работы по строительству храма. По их мнению, творение великого архитектора стало жертвой небрежной, неумелой реставрации в угоду туристической индустрии. Тем не менее, работы продолжились.
Между 2010 и 2025 годами воздвигнуты 170-метровая башня центрального фонаря, увенчанная крестом, башня апсиды, посвящённая Деве Марии, и ещё четыре башни в честь Евангелистов.
В июне 2019 года мэрия Барселоны урегулировала с храмом Святого Семейства вопрос о лицензии на строительство. По договорённости, храм обязуется выплатить 36 млн евро в течение 10 лет в качестве компенсации муниципальных расходов.
В марте 2020 года строительство было приостановлено из-за пандемии COVID-19 и возобновлено в мае 2021 года. Предполагаемое окончание всех строительных работ — 2026 год, когда должно быть завершено и создание фасада Славы, начатое в 2000 году.

## Архитектура храма

### Наружное устройство

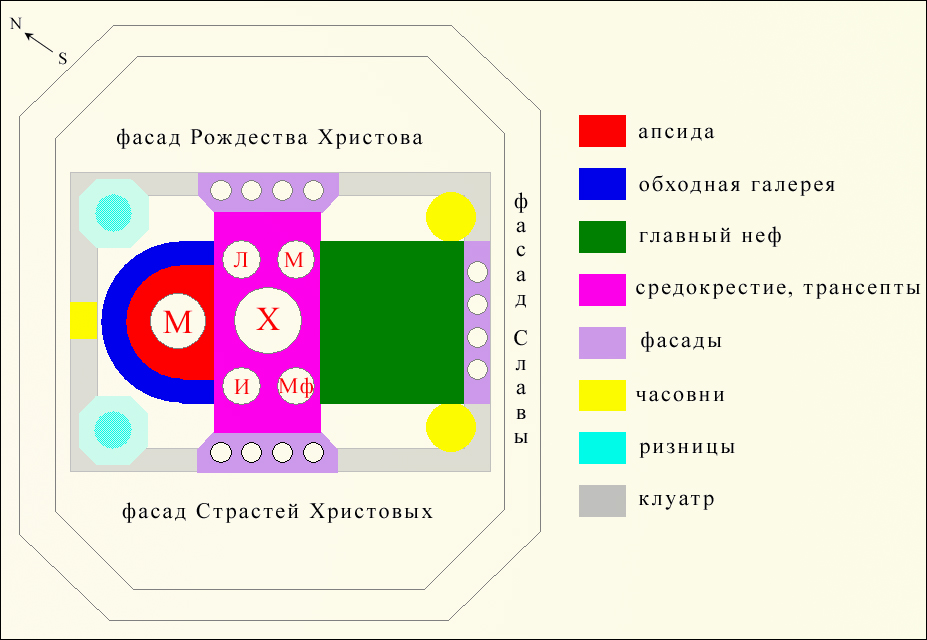
Схематическое изображение отдельных элементов церкви Святого Семейства

На иллюстрации показано взаимное положение основных элементов храма Святого Семейства. Эта пятинефная церковь спланирована в форме латинского креста, образованного пересечением главного нефа с трехнефным трансептом. Необычайно большая по размеру апсида, под которой расположена крипта, включает семь часовен и обходную галерею за хором. Окружающий здание клуатр должен будет соединить все фасады церкви: южный фасад Страстей Христовых, восточный фасад Славы и северный фасад Рождества Христова. Сооружение будет увенчано восемнадцатью башнями. Двенадцать из них, по четыре на каждом фасаде (на иллюстрации все башни показаны белыми кружками), высотой от 98 до 112 метров, будут посвящены двенадцати апостолам. Четыре 120-метровых башни над средокрестием в честь Евангелистов окружат центральную 170-метровую башню Иисуса, а чуть меньшая по размерам колокольня Девы Марии будет расположена над апсидой. В соответствии с проектом, башни евангелистов будут украшены скульптурами их традиционных символов: тельца (Лука), ангела (Матфей), орла (Иоанн) и льва (Марк). Центральный шпиль Иисуса Христа будет увенчан гигантским крестом. Высота Храма, по замыслу Гауди, не случайна: его творение не должно превосходить творение Божье — гору Монжуик. Остальные башни будут украшены снопами пшеницы и гроздями винограда, символизирующими Святое Причастие.

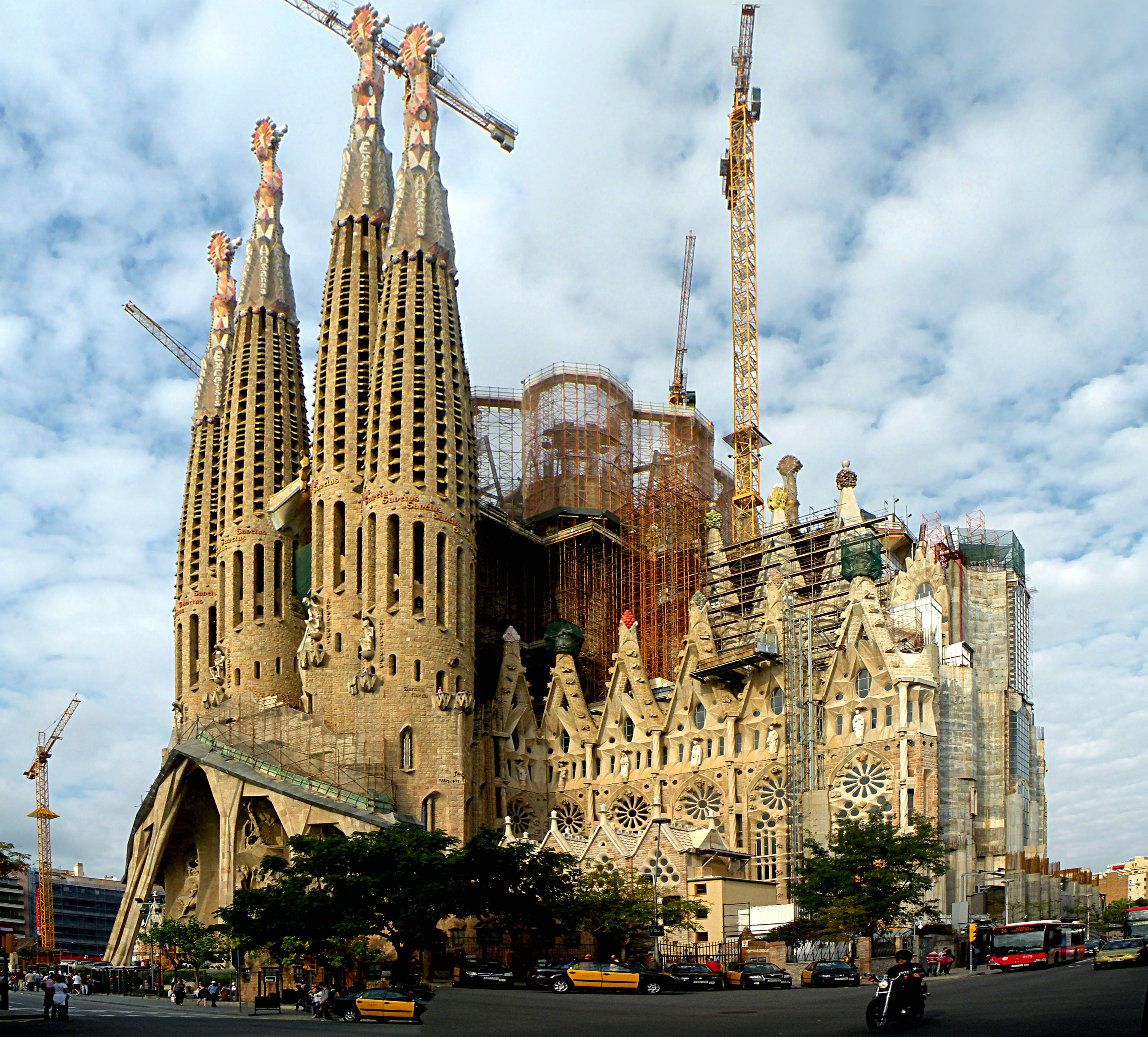
Слева — портал Страстей, справа — портал Славы (не окончен). 2011 год

Фасад Рождества, большая часть которого создана при жизни Гауди, образован тремя порталами, прославляющими христианские добродетели — Веру, Надежду и Милосердие. Порталы украшены выполненными в реалистичной манере скульптурами, посвящёнными земной жизни Христа. Так, над левым порталом Надежды представлены сцены обручения Марии и Иосифа, бегства в Египет и избиения младенцев, а его навершие символически изображает гору Монсеррат с надписью «Спаси нас». Правый портал Веры содержит скульптурные картины «Встреча Елизаветы с Богоматерью», «Иисус и фарисеи», «Введение во храм» и «Иисус, работающий в мастерской плотника». Над центральным порталом, под рождественской звездой, помещены скульптурные группы «Рождение Иисуса» и «Поклонение пастухов и волхвов», а над ними — фигуры трубящих ангелов, возвещающих рождение Христа, сцены Благовещения и Венчания Святой Девы и др. Высоко над порталом возносится символизирующее церковь и её паству увенчанное крестом кипарисовое дерево в окружении птиц.

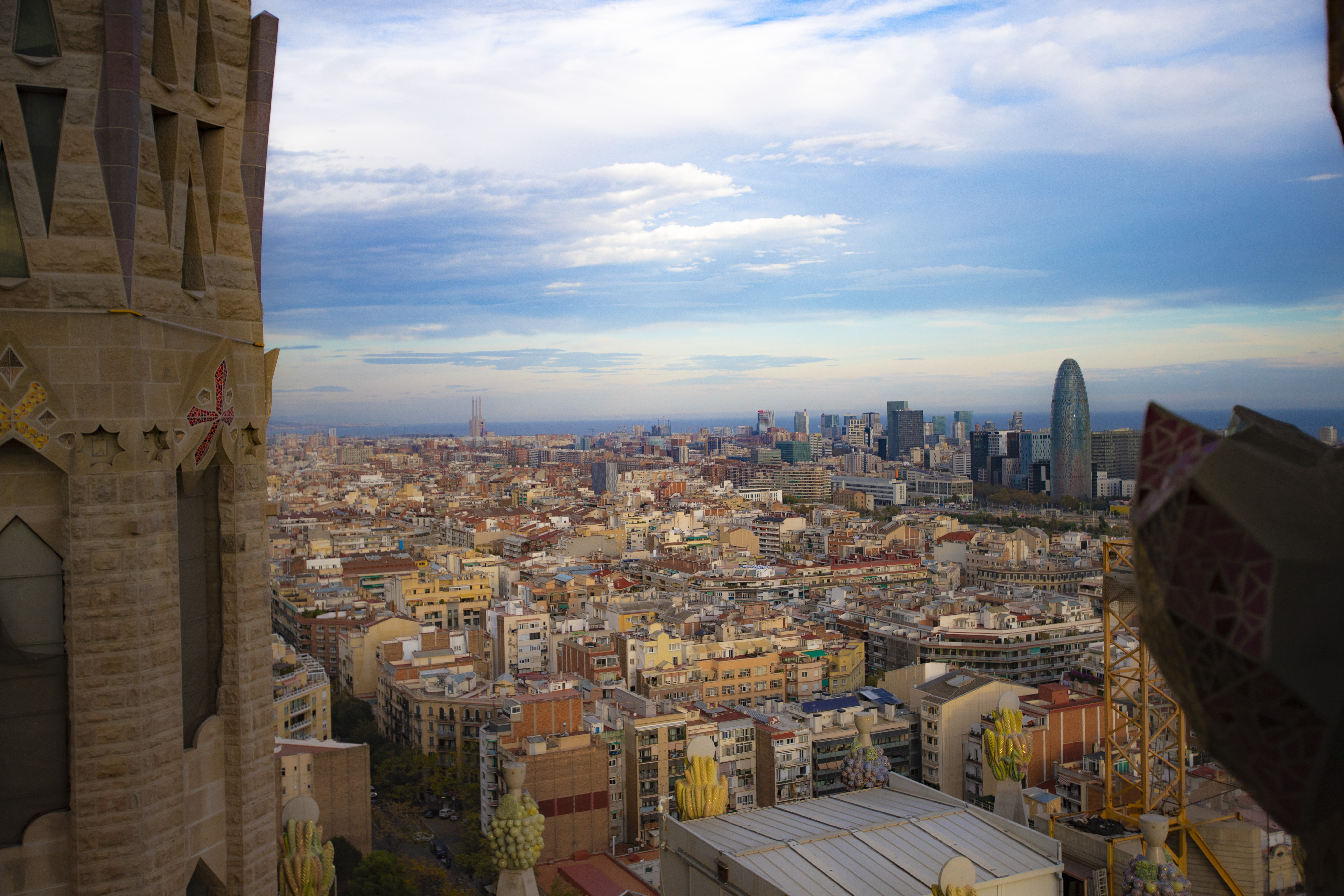
Вид с башни Страсти

Веретенообразная форма башен-колоколен, напоминающая песчаные замки, определяется структурой находящихся внутри винтовых лестниц. Каждая башня посвящена своему апостолу, статуи которых помещены в точках изменения формы башен от квадратного к круглому сечению. В верхней части башен Гауди предполагал поместить трубчатые колокола, звон которых будет сочетаться со звучанием пяти органов и голосами 1500 певчих, расположенных, по задумке архитектора, по обе стороны от продольных нефов и на внутренней стороне фасада Славы. На каждой колокольне сверху вниз расположен девиз «Слава всевышнему» («Hosanna Excelsis»), над которым возвышаются полихромные шпили, украшенные стилизованным изображением символов епископского сана — Кольца, Митры, Жезла и Креста.
В декоре широко использованы тексты литургии, главные врата фасада Страстей украшены цитатами из Библии на нескольких языках, включая каталанский. Фасад Славы предполагается украсить словами Апостольского Символа Веры.
В строительстве используются различные виды камня (песчаники, мрамор, гранит, базальт, порфир, травентин и др.), высокопрочный железобетон, эпоксидные смолы и нержавеющая сталь (для стяжки каменных блоков в т. н. напряжённый камень).

### Внутреннее устройство

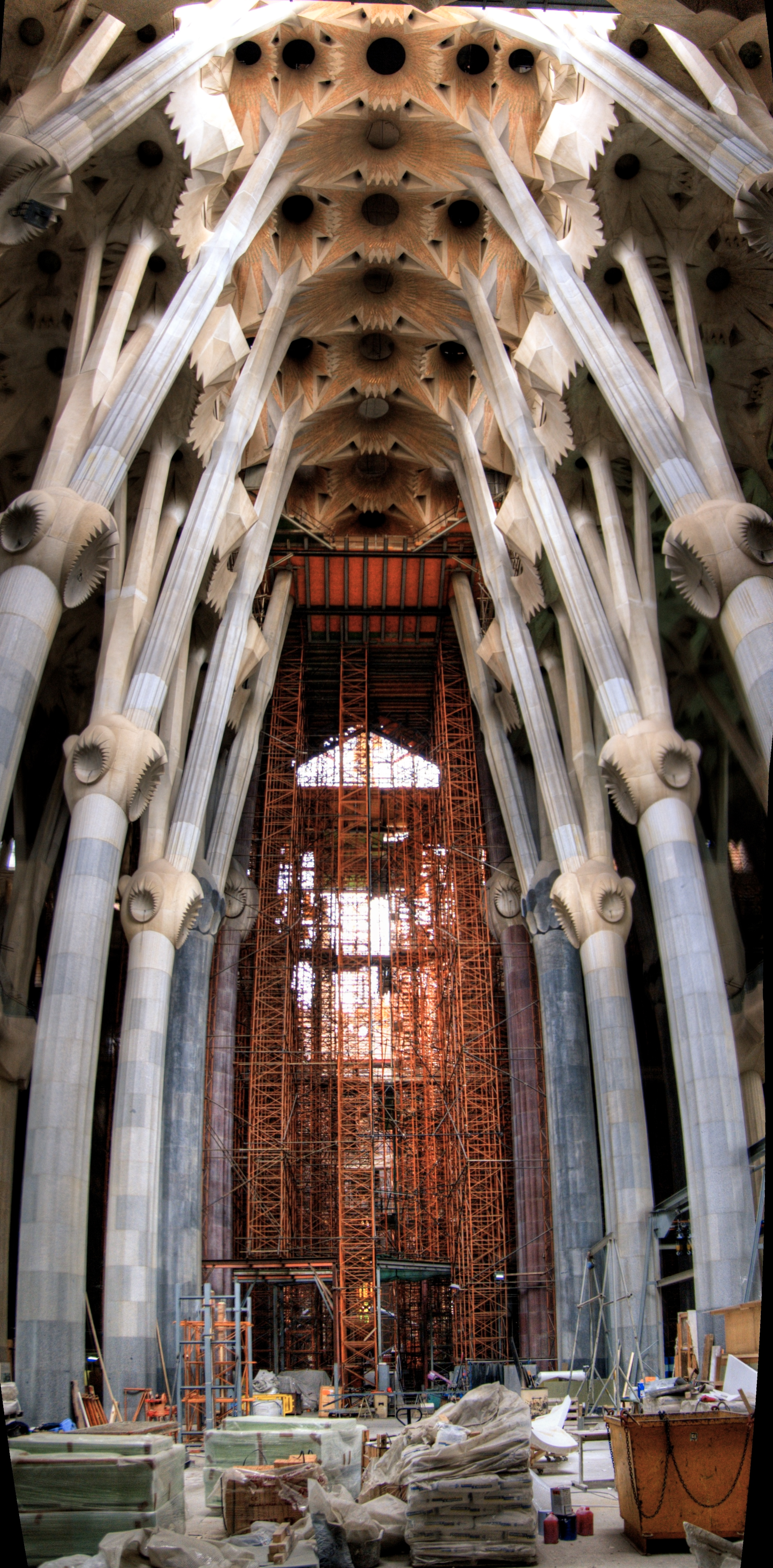
Интерьер храма Святого Семейства

Понимая, что при его жизни работа над храмом не будет завершена, Гауди спланировал многие внутренние детали. Желание избежать прямых линий вместе со стремлением упростить конструкцию привели к появлению принципиального решения об использовании геометрических фигур с линейчатой поверхностью, таких как гиперболоид, гиперболический параболоид, геликоид и коноид. Все эти поверхности могут быть получены движением прямой, поэтому их пересечение может являться прямой линией, что значительно облегчает сочленение различных деталей конструкции. В оформлении использована ещё одна геометрическая фигура — эллипсоид.

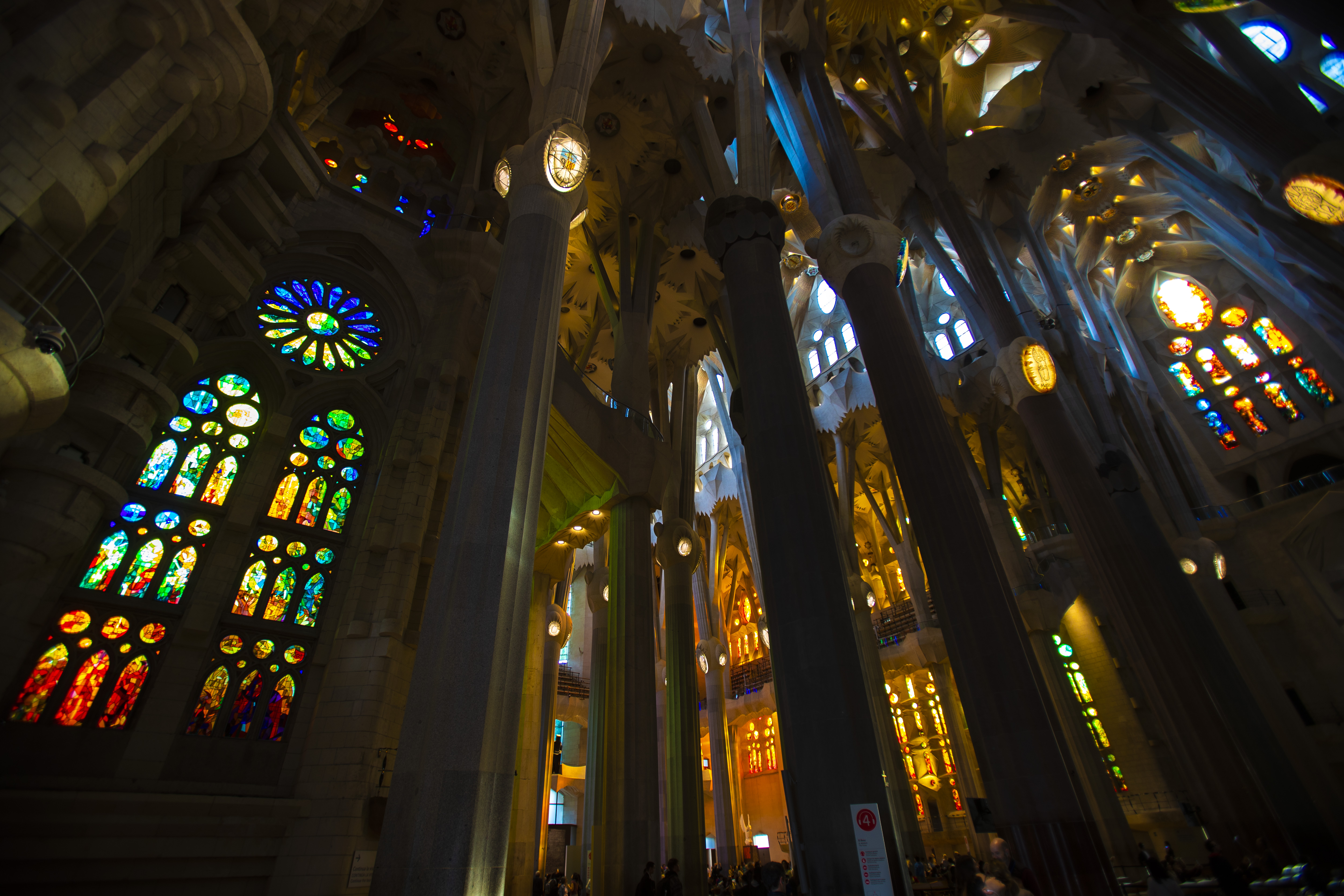
Свет внутреннего пространства

Геометрические формы появились в проекте примерно после 1914 года. Более ранние эксперименты мастера с формой колонн и других деталей интерьера ещё не содержат вышеупомянутых строгих геометрических поверхностей, но указывают на стремление архитектора найти определённые, одному ему известные пространственные решения. Так, при оформлении внутренней части фасада Рождества Гауди использовал колонны круглого сечения с геликоидальным или двойным геликоидальным рисунком в верхней части ствола, а в портале Розария применяются витые колонны с каннелюрами, закрученными в форме одного или нескольких геликоидов.

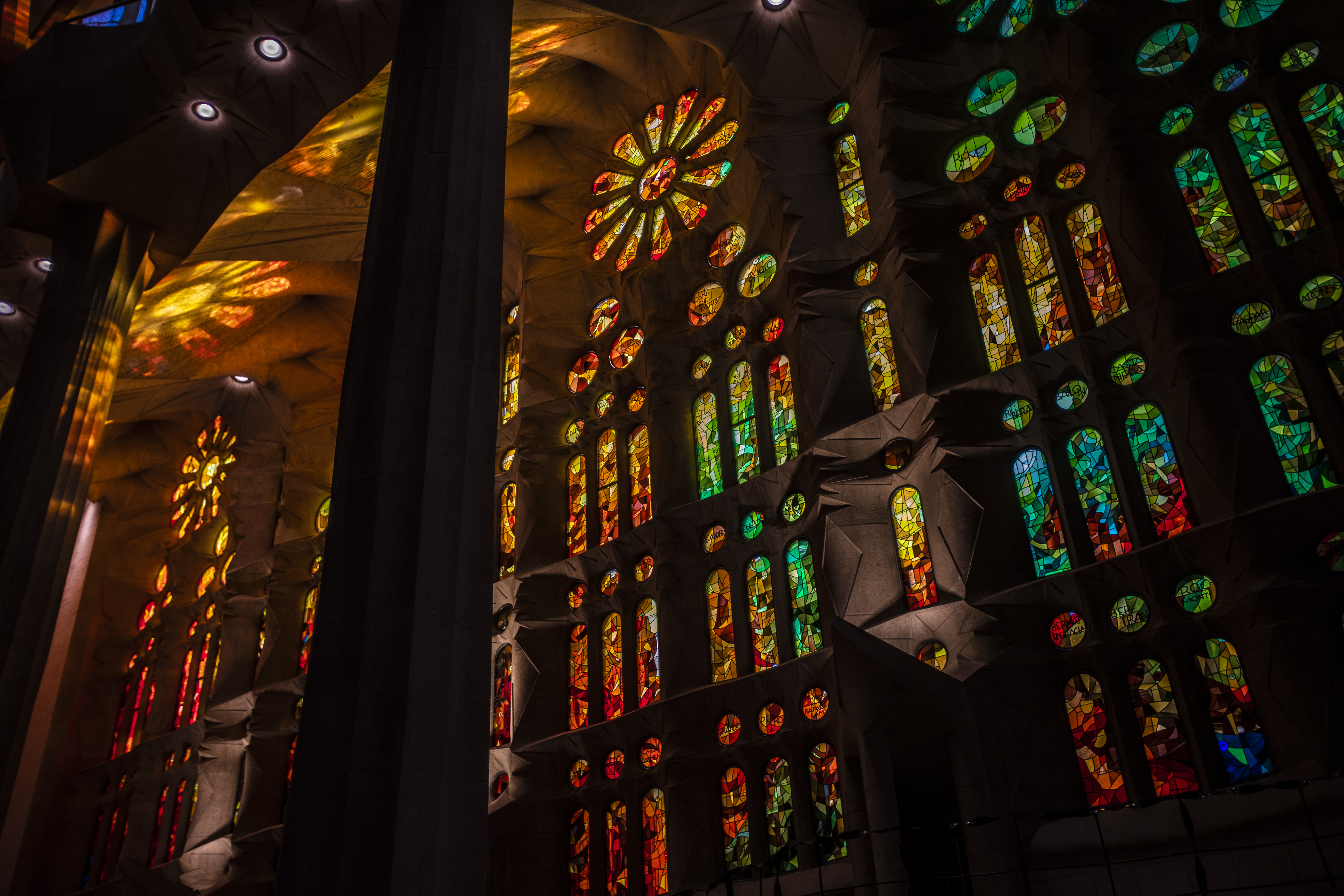
Краски храма Святого Семейства

Всё в интерьере подчинено строгим геометрическим законам. Круглые и эллиптические окна и витражи, гиперболические своды, геликоидальные лестницы, многочисленные звёзды, возникающие в местах пересечения различных линейчатых поверхностей и украшающие колонны эллипсоиды — вот неполный перечень геометрических деталей декорации Храма.
Главным несущим элементом в конструкции основного объёма церкви являются колонны, распределяющие вес башен и сводов. В зависимости от величины нагрузки колонны различаются толщиной сечения и высотой. Сечения базы колонн имеют форму звёзд с разным числом вершин (от 4 до 12, что определяется приходящейся на колонну нагрузкой) с небольшим параболическим скруглением лучей на внутреннем и внешнем диаметрах. С высотой форма сечения колонн постепенно превращается из звезды в круг, что происходит за счёт увеличения числа жёлобов, достигаемого одновременным поворотом влево и вправо исходного шаблона-звезды. По мере приближения к сводам, колонны разветвляются, создавая невиданную доселе конструкцию в виде леса. Это необычное архитектурное решение изначально было продиктовано конструкционной необходимостью: поиском центра тяжести опирающейся на колонну части свода.

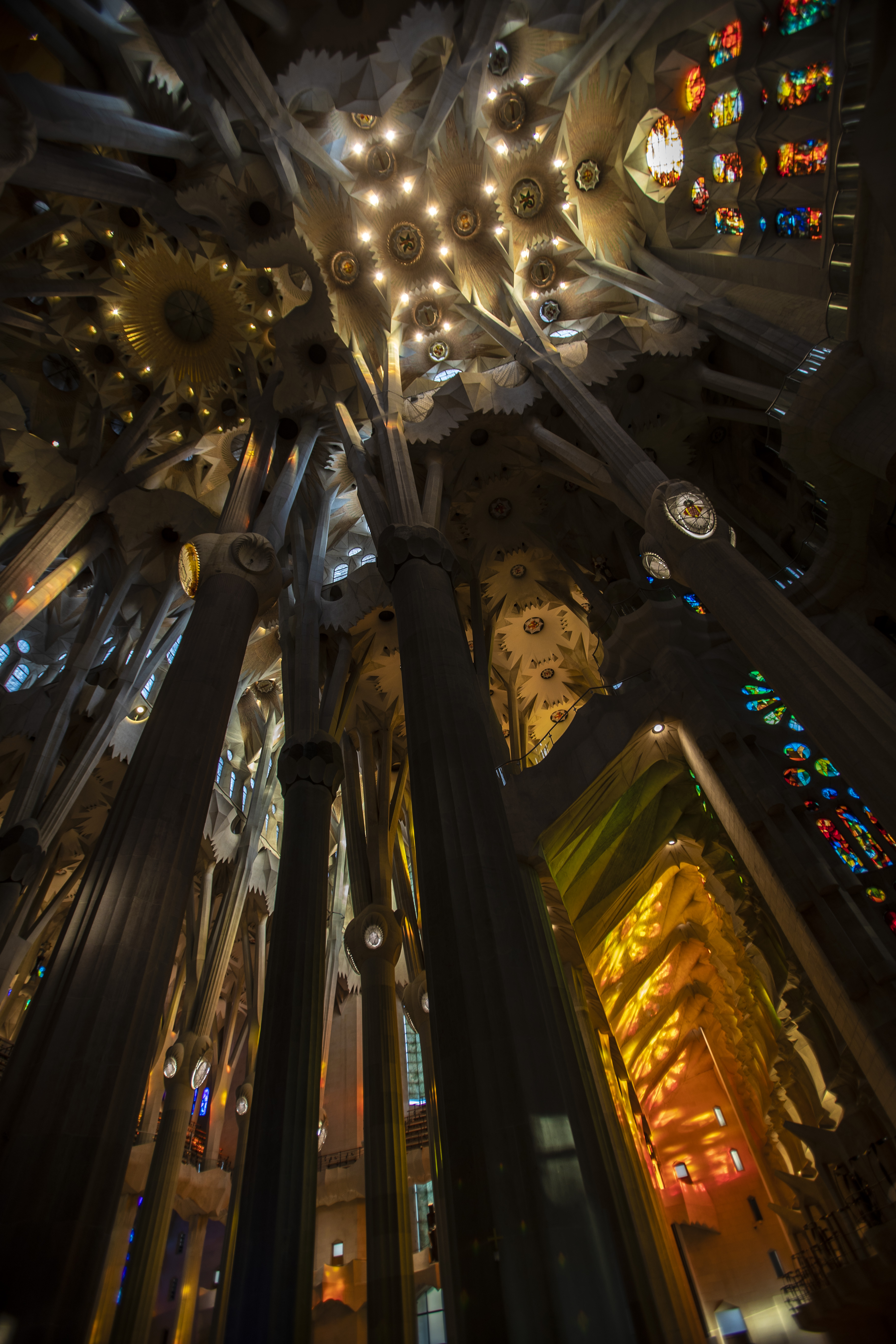
Пространство внутри храма

Изображения элементов интерьера
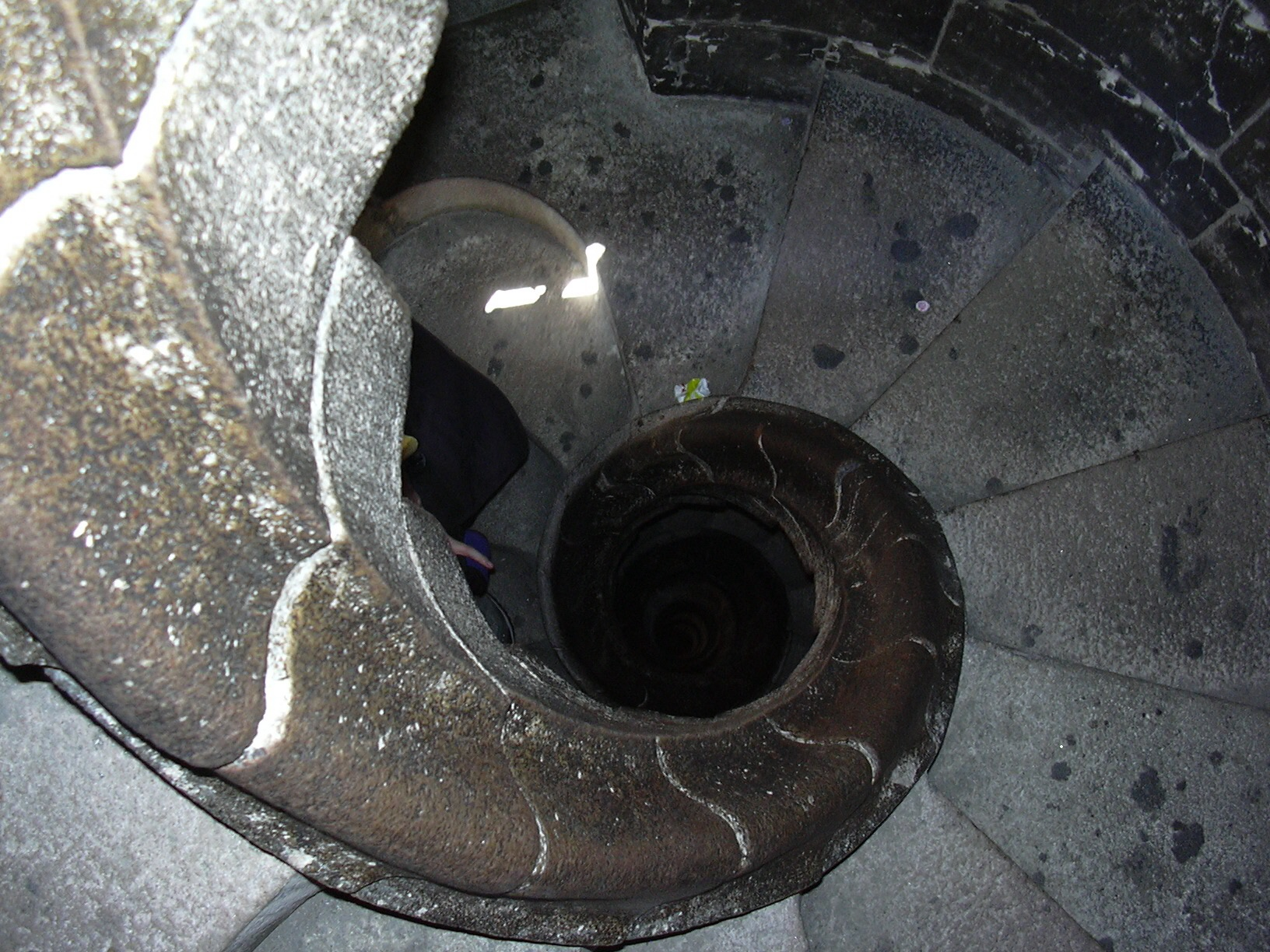
Винтовая лестница внутри колокольни
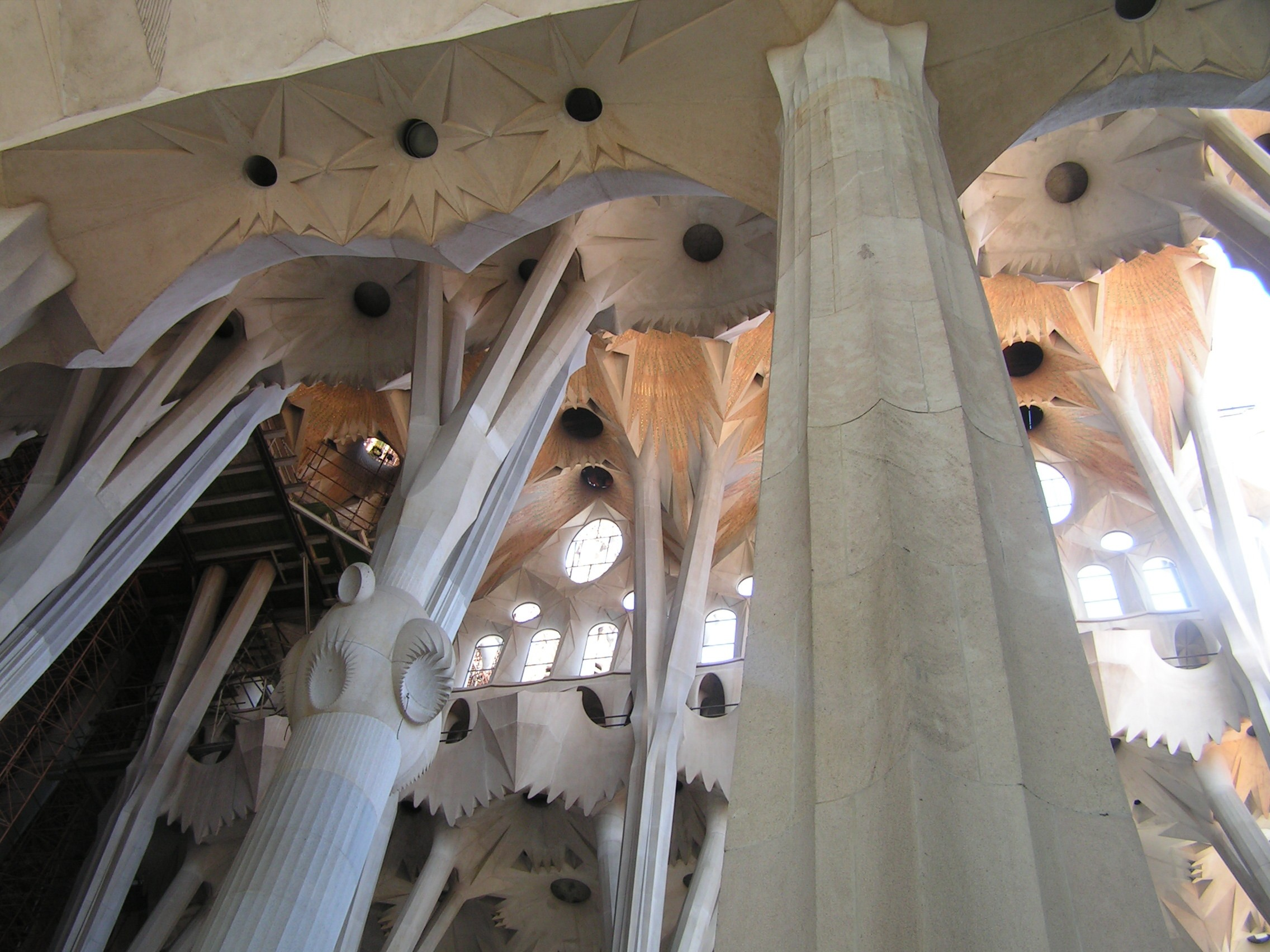
Колонны центрального нефа
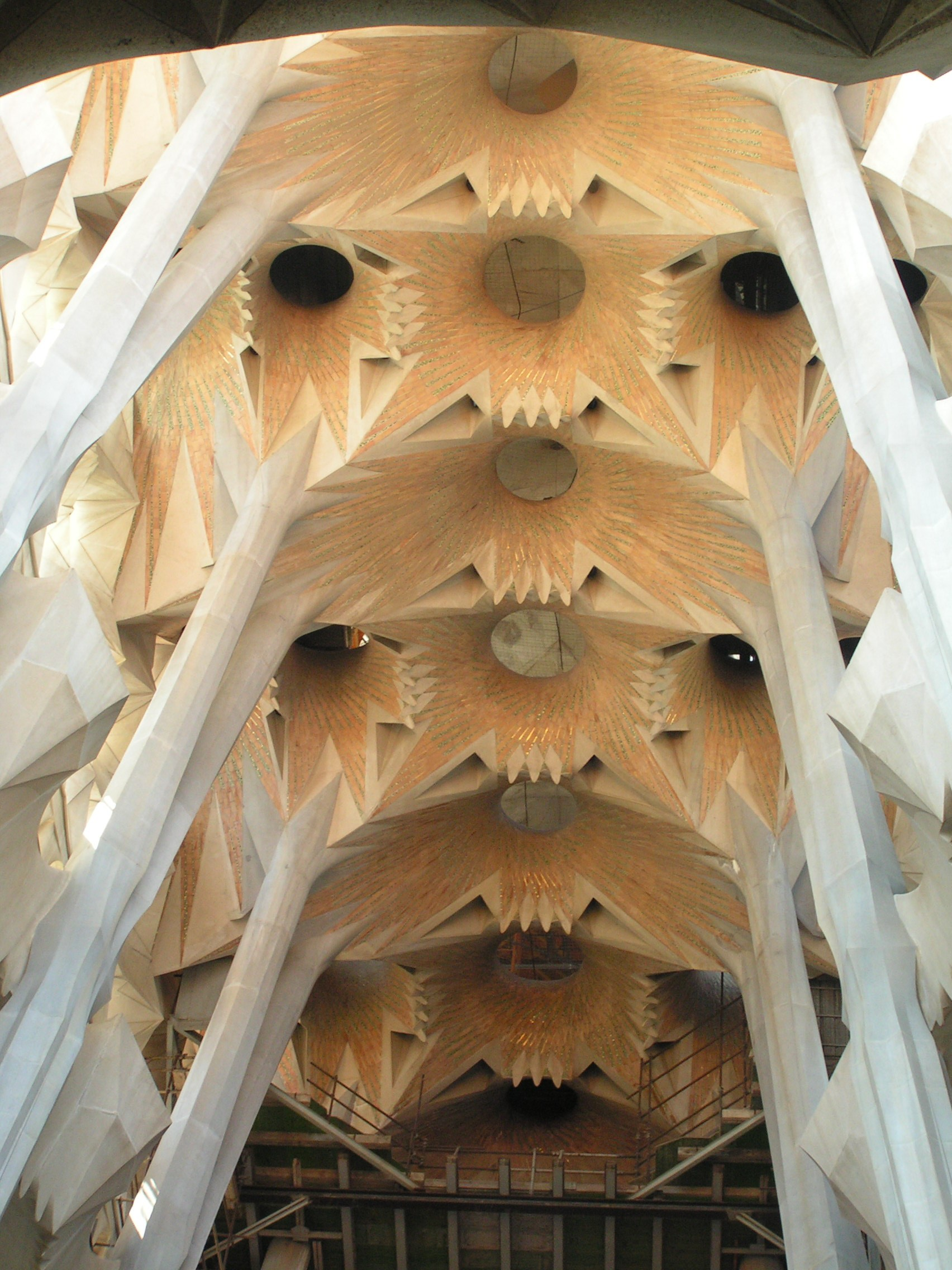
«Звёзды» в интерьере
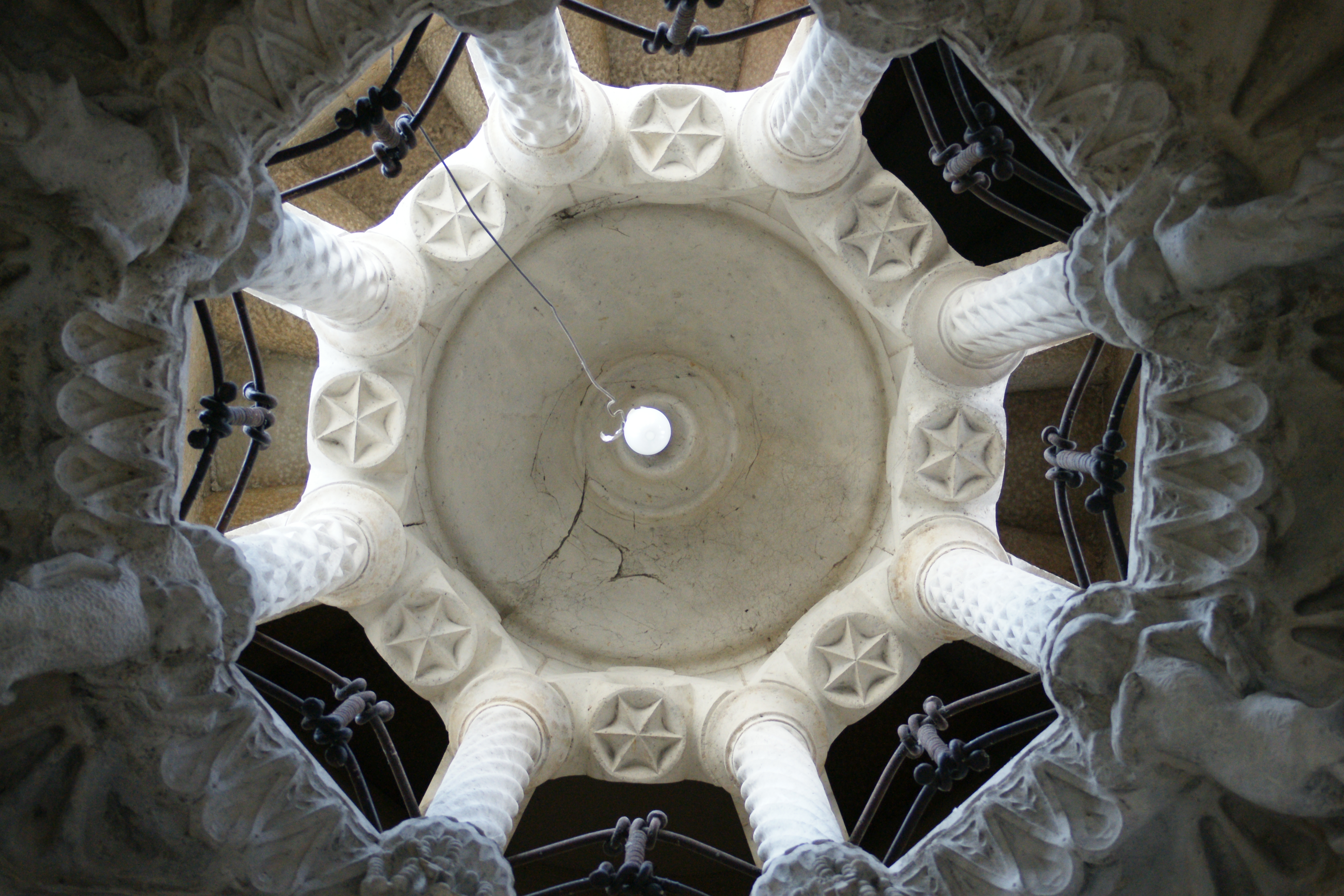
Внутренняя часть портала Розария
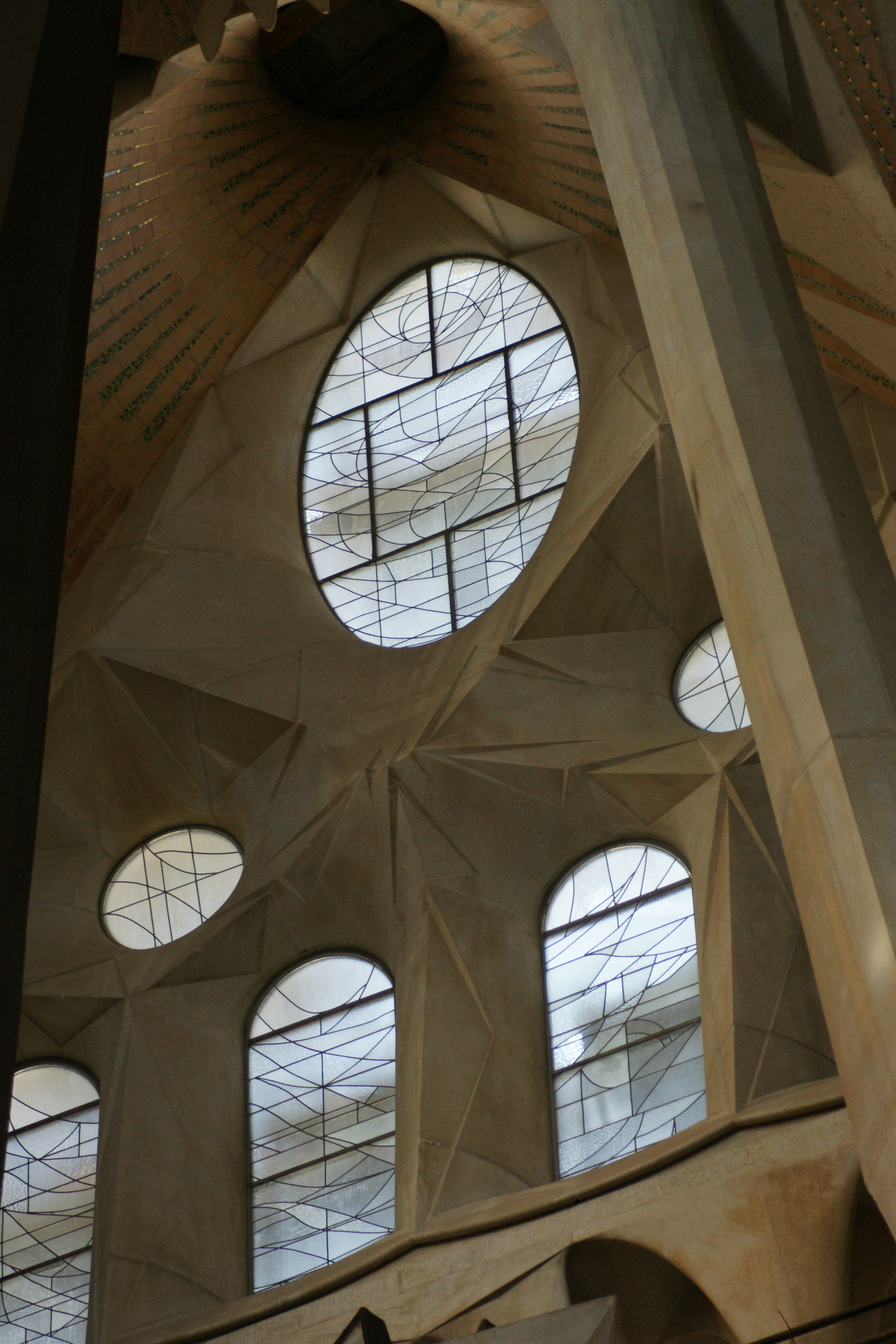
Окна храма
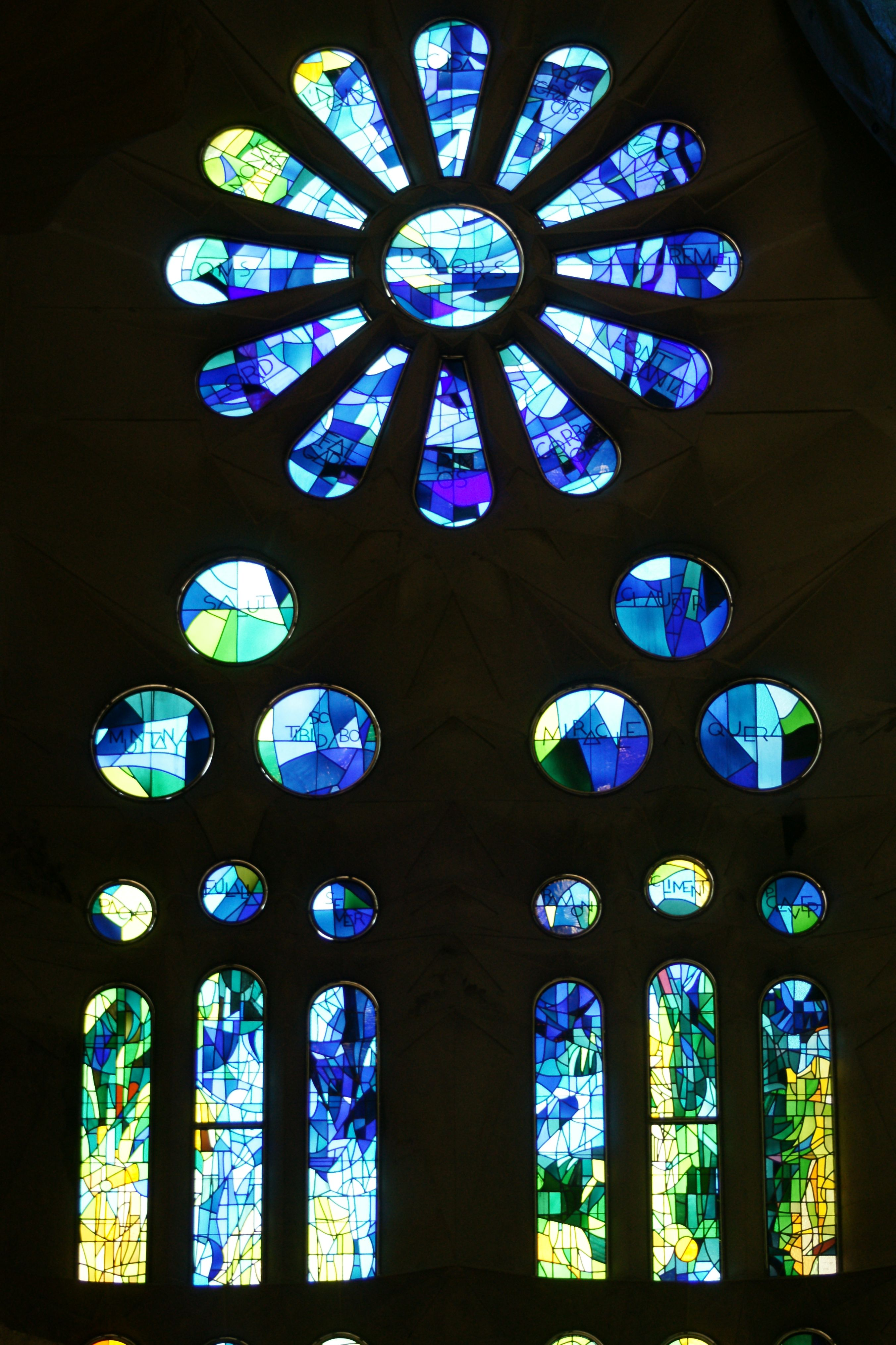
Витражи храма

## В культуре
- В альбоме Gaudi (1987) группы «Alan Parsons Project» есть песня под названием «La Sagrada Familia», посвящённая данному собору.
- «Священное: Тайна творения» (англ. Sagrada: The Mystery of Creation) (2012) — документальный фильм, реж. Стефан Хаупт.